# 东兴街道 (梧州市)
东兴街道，是中华人民共和国广西壮族自治区梧州市万秀区下辖的一个乡镇级行政单位。

## 行政区划
东兴街道下辖以下地区：
上冲社区、下冲社区、龙骨社区、步埠社区、上三云社区、下三云社区、蝶彩社区和西环社区。